# فأر جيبي أصفر
فأر جيبي أصفر (الاسم العلمي: Perognathus flavus) هو نوع من الحيوانات يتبع جنس فأر جيبي حريري من فصيلة الغوفرية.